# Macrobrachium malayanum
Macrobrachium malayanum är en kräftdjursart som först beskrevs av J. Roux 1935.  Macrobrachium malayanum ingår i släktet Macrobrachium och familjen Palaemonidae. Inga underarter finns listade i Catalogue of Life.